# 1974年のテレビ (日本)
1974年のテレビ（1974ねんのテレビ）では、1974年（昭和49年）の日本におけるテレビジョン放送全般の動向についてまとめる。

## 主なできごと
オイルショックにより、深夜の放送自粛や、NHKの平日昼間の放送休止が実施。
前年（1973年）暮れの第4次中東戦争をきっかけとした第1次オイルショックの結果、石油価格が暴騰し国全体で「資源節約」が大きなテーマとなった。このため年初めの1月16日に、電気事業法に基づき電力使用制限令が出されたことを受け、NHKの全テレビ放送では平日昼間を放送休止とし（9月6日（金曜日）まで。但し、甲子園球場での高校野球開催期間中は、雨天順延の場合を除き休止を行わず中継をした。）、更にNHK及び民放共に放送時間終了を早め、深夜放送を自粛することとなった。又、このオイルショックの影響で、前年NHK渋谷放送センターへの本部拠点集約を完了したNHKは、超緊縮予算によるリストラ決行という事態を招く程の打撃となった。
朝日放送と毎日放送が系列キー局交換に合意。
テレビジョン放送開始以来の懸案事項となっていた、民放資本に関する東阪間の腸捻転状態解消に向け、この年は遂に準キー局となる大阪にて、朝日放送と毎日放送が各々系列キー局を翌1975年の3月31日から交換、朝日放送 = NET（ANN系）、毎日放送 = TBS（JNN系）にすることを11月19日に、東阪の4社間で基本合意した。
日本教育テレビ（NETテレビ、後のテレビ朝日）をキーステーションとするANNが正式発足（4月1日）
番組
- TBS系『8時だョ!全員集合』で、ザ・ドリフターズのメンバー荒井注が脱退、入れ替わりに志村けんが加入（後述）。
- 3月31日、日本テレビとTBSが読売・朝日・毎日3社ニュースの放送を取りやめ、翌4月1日から日本テレビは『読売新聞ニュース』、TBSは『毎日新聞ニュース』に一本化。
- TBS系、作曲家の小林亜星主演による連続ドラマ『寺内貫太郎一家』第1シリーズ放送。この年の第7回テレビ大賞を受賞[1][2]。
- 国際プロレスの中継番組が、3月30日のTBS系『TWWAプロレス中継』の終了を経て東京12チャンネルへ移動、6～7月の不定期放送を経て9月23日に『国際プロレスアワー』としてレギュラー放送が再開。
- NHK教育、幼稚園・保育園向けの工作・教育番組『できるかな』、2代目のゴン太くんが登場。ノッポさん（高見映（後の高見のっぽ））と2代目ゴン太くん、そして女性が裏で語りかける番組スタイルが定着、教育テレビの看板番組の1つとなる。

- その他、局の看板となる、以下の番組が放送開始又は終了。
  - 開始
    - NHK総合:『ニュースセンター9時』、『レッツゴーヤング』
    - 日本テレビ:『カリキュラマシーン』、『おしゃれ』、
    - TBS:『サウンド・イン"S"』、『赤いシリーズ』（第1回は『赤い迷路』）
    - フジテレビ:『FNS歌謡祭』
    - 朝日放送:『霊感ヤマカン第六感』（当時はTBS系、翌年春からNET系に変更）
    - 読売テレビ:『宇宙戦艦ヤマト』

  - 終了
    - NHK総合:『ステージ101』
    - TBS:『タケダアワー』
    - 毎日放送:『ダイビングクイズ』

## 番組関係の出来事
1月
- 3日 - TBS系で、1971年と1972年に「年1回・不定期」で放送されていた芸能人対抗運動会番組を、この年から正月番組に変更、タイトルも『新春オールスター大運動会』となる。
- 6日
  - フジテレビ系「カルピスこども劇場」枠でヨハンナ・シュピリの小説「ハイジ」を原作としたテレビアニメ『アルプスの少女ハイジ』が放送開始（ - 12月29日）。[3]
  - NHK大河ドラマ第12作『勝海舟』が放送開始（ - 12月29日）[3]。放送中に主演（勝海舟役）の渡哲也が急病で降板、松方弘樹に交代した。
- 8日 - フジテレビ系で正月特番『オールスターびっくり新年会』をこの年から開始。幹事（司会）はコント55号。1978年まで続いて一旦中断し、1981年から幹事の一人が萩本欽一から藤村俊二に交代（坂上二郎は継続）、1986年まで続く。なお中断前までは『火曜ワイドスペシャル』での放送だったが、再開後は放送枠が不定となり、更に提供がライオングループ単独提供となった。
- 16日 - TBS系水曜劇場枠で向田邦子脚本・小林亜星主演のホームドラマ 『寺内貫太郎一家』（第1シリーズ）が放送開始（ - 10月9日）。[3]

2月
- 16日 - 毎日放送・NET（後のテレビ朝日）系で仮面ライダーシリーズ第3弾『仮面ライダーX』が放送開始（ - 10月12日）。
- 19日 - フジテレビ系『火曜ワイドスペシャル』で、苗場スキー場を舞台に、ゲーム・コント・歌で構成したバラエティ番組『オールスター雪の祭典』をこの日から開始（ - 1986年2月4日）

3月

ザ・ドリフターズの荒井注が脱退、志村けんが加入（3月。写真は東村山駅前に建立された志村の銅像）

- 4日 - NET（後のテレビ朝日）系昼のワイドショー『アフタヌーンショー』の司会が、この日より馬場雅夫（当時NETアナウンサー）から川崎敬三（俳優）に交代。川崎は1985年10月18日の最終回[注 1] まで担当[注 2]。
- 7日 - 日本テレビ系『木曜スペシャル』 において『驚異の超能力! 世紀の念力男ユリ・ゲラーが奇蹟を起こす!』を放送。同番組では4月4日にもユリ・ゲラーの特集が放送され、超能力ブームのきっかけとなった[4][5]。
- 9日 - TBS系『8時だョ!全員集合』のエンディングにおいて、ザ・ドリフターズのリーダーいかりや長介が、同グループのメンバー荒井注の脱退ならびに志村けんが正式加入する旨を発表[注 3]。荒井は30日放送を最後に降板し、翌4月6日放送より志村が加入。
- 18日 - NET系単発特別番組枠『ビッグスペシャル』で、一般の子供が紅白に分かれて歌まねを披露する『ちびっこものまね紅白歌合戦』を初放送、12月30日には特別番組として独立放送、以後1984年まで続く。
- 22日 - NHK総合、NHKの放送開始50年を記念し、世界の文化遺産・史跡を取材して人類の過去・現在から未来を探ろうとするドキュメンタリー番組『未来への遺産』が放送開始（ - 1975年10月30日、全15回 ）。[3][4][6][7]
- 23日 - NET（後のテレビ朝日)、MBSと瀬戸内海放送(香川)で放送してきた学校放送番組が終了。小学校4年生社会科の『みんなの東京』(NET)、『四年生の社会科→(1974年4月から)わたしたちの近畿』(MBS)を残し、1959年の開局以来続けてきた学校向け教育番組からは撤退する。民間放送教育協会制作の2番組は継続し、2022年現在も1番組が放送中。
- 30日
  - 『8時だョ!全員集合』で荒井注最後の出演の日となったこの日、同じTBS系で1968年1月3日から放送されていた国際プロレス中継番組『TWWAプロレス中継』が終了。後述の東京12チャンネルでの再開まで半年間、国際プロレス中継自体が空白となる。
  - NET系土曜20時枠、前半の特撮ドラマ『キカイダー01』と、後半のアニメ『キューティーハニー』がそろって終了、2年近くに亘る特撮・アニメ2本立て編成に幕。
- 31日
  - NHK総合の歌謡番組『ステージ101』が4年3か月の歴史に幕[8]。
  - TBS系の日曜19時台前半の武田薬品工業一社提供枠『タケダアワー』が、この日終了の『隠密剣士 突っ走れ!』をもって、16年強の歴史に幕。
  - 毎日放送制作・NET系のクイズ番組『ダイビングクイズ』がこの日で終了、10年の歴史に幕。

4月
- 1日
  - NHK、新年度の番組編成開始。テレビ放送時間の臨時短縮措置を緩和（総合テレビ:23時15分終了、教育テレビ、23時30分終了）、語学講座の夜間の再放送復活など一部を変更。[3]
    - 総合テレビ
      - 連続テレビ小説第14作『鳩子の海』放送開始（ - 1975年4月5日）。[3]
      - 朝の主婦向け生活情報番組『奥さんごいっしょに』放送開始（ - 1980年4月3日）。[3]
      - 平日夜9時台にニュースワイド番組『ニュースセンター9時』を放送開始（ - 1988年）[3]。初代キャスターには磯村尚徳を起用（編集長も兼任）、「ちょっと、キザですが…」の枕詞で人気を博す。

  - 日本テレビとTBS、新聞と放送局の資本統一の一環として開局以来放送してきた読売・朝日・毎日の新聞3社による3社ニュースの放送を取りやめ、日本テレビは『読売新聞ニュース』、TBSは『毎日新聞ニュース』に一本化する[9][10]。
  - 日本テレビ系で平日朝8時台に子供番組『カリキュラマシーン』（宍戸錠、常田富士男、岡崎友紀ほか出演）[11]、昼13時台にトーク番組『おしゃれ』（資生堂一社提供。初代司会者は三橋達也）と、2本の帯番組が開始する。
  - フジテレビ系の歌謡番組『夜のヒットスタジオ』は前年秋から続いたゲスト輪番制司会を廃止。その間、番組から一旦外れていた芳村真理がこの日の放送より司会に復帰。さらにコメディアンの三波伸介と女優・歌手の朝丘雪路が2代目の芳村のパートナー役として司会に加わる[注 4]。
- 2日 - フジテレビ系『火曜ワイドスペシャル』で『第8回芸能人オールスター夢の球宴』を放送（総合司会：石坂浩二、野間脩平(当時局アナ)、アシスタント：松島トモ子、始球式：浅田美代子）。この後10月29日には同枠で『第9回』（始球式：風吹ジュン）が放送されるが、この年をもって春秋開催は廃止される。
- 3日 - 日本テレビ系の『水曜ロードショー』の放送時間が、21:30 - 22:55から2025年現在の『金曜ロードショー』と同じ21:00 - 22:55と30分拡大した。
- 4日
  - フジテレビ系で『第10回オールスター春の紅白大運動会』を放送。開催10回を記念して初の2時間番組となったが、通常の『火曜ワイドスペシャル』ではなく、木曜20:00 - 21:55に放送、この後10月1日には『火曜 - 』で「第11回」が放送されるが、『大運動会』の春秋開催はこの年をもって、1978年まで中断する。
  - NET系の木曜10時枠で『ザ・ボディガード』が始まる。以後3年間に亘り、千葉真一主演のテレビドラマを放映していく。
- 6日 - NET系土曜8時枠が2年9か月ぶりに1時間枠に復帰、この週よりドラマ枠とし、その第1弾として『めしはまだか!』を放送開始（ - 9月28日）。
- 7日
  - NHK総合の日曜18時台で、若者向け歌謡番組『レッツゴーヤング』が放送開始。1986年4月6日まで12年続いた。[3]
  - TBS系で、服部時計店（SEIKO、後のセイコーホールディングス）一社提供の音楽番組『サウンド・イン"S"』が放送開始（ - 1981年3月）[注 5]。
  - 毎日放送制作・NET系で、東洋リノリューム（後の東リ）一社提供によるクイズ番組『東リクイズ・イエス・ノー』が放送開始。司会は俳優の児玉清（ - 1975年3月30日）[注 6]。
- 9日 - NHK教育、幼稚園・保育園向けの工作・教育番組『できるかな』が、この日の年度初の放送「らくがきしよう」[12]から、2代目のゴン太くんが登場[13]。ノッポさん（高見映（後の高見のっぽ））と2代目ゴン太くん、そして女性が裏で語りかける番組スタイルが定着、教育テレビの看板番組の1つとなる。
- 12日 - TBS系金曜19時台前半枠で、円谷プロダクション製作のウルトラシリーズ第7弾『ウルトラマンレオ』が放送開始（ - 1975年3月28日、全51話）。以後、ウルトラシリーズは1979年開始の『ザ☆ウルトラマン』（アニメ）まで4年間のブランクを要することになる[注 7]。
- 13日 - 日本テレビ系で、フィンガー5をレギュラーにした公開バラエティ番組『時間だヨ!アイドル登場』を開始、当初は土曜13:30だったが、半年後に土曜夕方（17:30。一時期日曜12:15の時もあり）に移動、フィンガー5渡米後はずうとるびが引継ぎ、1979年3月31日まで5年続いた。
- 30日 - フジテレビ系『火曜ワイドスペシャル』で『オールスター春のバレーボール大会』を放送、また10月15日には同枠で『第4回芸能人選抜! 秋の紅白バレーボール大会』を放送、この秋大会より冒頭のエキシビションとして、かつて名を轟かせた女子バレーチーム「元：東洋の魔女」と男子芸能人選抜チームのバレーボール勝負が行われる。なおこの大会も『大運動会』同様、1978年まで春秋開催は中断。

5月
- 6日 - テレビ神奈川、ワイドショー番組『暮らしのワイド・リビングポート』で、手話通訳を取り入れた特別番組「ふれあいを求めて」を放送。[3]
- 9日 - 伊豆半島沖地震が発生。NHK総合、民放各社で速報を始めとするニュースや関連の特別番組を放送。[3]

6月
- 18・28日 - 近畿放送（放送当時、後に京都放送に局名を変更）、『あなたの時間です』で、日本のテレビとして初の中国西安市の取材記録を2回に分けて放送。[3]

7月
- 4日 - フジテレビ系でコンテスト音楽祭番組『FNS歌謡祭』がこの日より開催。初代司会は小川宏と吉永小百合。この年と翌1975年は上下期制で、1976年より年1回に変更、1990年をもってコンテスト形式を廃止し、翌1991年よりステージショー形式に変更、2022年現在も継続中[注 8]。
- 21日（日曜日） - 日本テレビ系で前日20日に放送予定だった『オールスターゲーム・第1戦』（後楽園球場、日本テレビ制作）が雨天中止に伴いこの日の18:30 - 20:55に変更、これに伴い、TBS系でこの日放送予定だった『同・第2戦』（阪急西宮球場。朝日放送制作）は、翌22日（月曜日）の19:00 - 20:55に変更した。この結果、21日は18:30の『NOWヒットパレード』を始め、『全日本歌謡選手権』（よみうりテレビ制作）・『侍ジャイアンツ』（同）・『われら青春!』の計4本、22日は『YKKアワー キックボクシング中継』・『ブラザー劇場 若い!先生』・『水戸黄門・第5部』の計3本がそれぞれ休止、日本テレビ日曜18:30枠番組と『水戸黄門』はいずれも初の休止となった。なお朝日放送は、翌1975年3月31日からの腸捻転解消でNET系列に変更されるため、これがTBS系列での最後のオールスター中継となった。

8月
- 5日 - フジテレビ系『夜のヒットスタジオ』が放送300回を記念して、大磯ロングビーチから特別公開生放送。

9月
- 23日 - 東京12チャンネル（後のテレビ東京）で国際プロレス中継番組である『国際プロレスアワー』が放送開始。前述のTBSでの撤退から半年ぶりに国際プロレス中継が復活した（ - 1981年3月28日）[注 9]。

10月
- 1日 - 中部日本放送（後のCBCテレビ）で中京ローカル初のローカルワイドニュース番組『CBCニュースワイド』放送開始（ - 1999年3月27日）[11][14]。
- 2日 - TBS系で大映テレビ制作・坂上二郎主演による刑事ドラマ『夜明けの刑事』が放送開始。以後『新・夜明けの刑事』→『明日の刑事』とタイトルを変えながら1979年10月まで続いた「日の出署シリーズ」が始まる。
- 4日
  - NET系で石森章太郎原作の特撮ロボットコメディドラマ『がんばれ!!ロボコン』放送開始（ - 1977年3月25日）。
  - 朝日放送（後の朝日放送テレビ）制作・TBS系でクイズ番組『霊感ヤマカン第六感』が放送開始[注 10]。当初の司会は野末陳平で、1977年よりフランキー堺に交代した（ - 1984年10月）。
  - TBS系で大映テレビ制作のドラマ『赤い迷路』が放送開始（ - 1975年3月28日、全26回）。宇津井健、山口百恵らが主役を務めた「赤いシリーズ」が始まる。[3]
- 5日
  - 朝日放送・TBS系土曜19時台前半枠で、園山俊二原作の原始時代を舞台としたギャグアニメ『はじめ人間ギャートルズ』が放送開始[注 11]（ - 1976年3月27日）。
    - フジテレビ系でこの日より、19時30分台の帯番組『クイズグランプリ』と『スター千一夜』の土曜放送を廃止し、20時枠と統合した90分バラエティ番組『オールスター90分』放送開始（ - 1975年3月29日）。以後『欽ちゃんのドンとやってみよう!』[注 12] といったヒット番組を生み出す。1980年9月終了の単発学園ドラマ『土曜ナナハン学園危機一髪』まで90分番組が継続した。
- 6日
  - フジテレビ系日曜18時台前半枠で、川崎のぼる原作・タツノコプロ製作のホームギャグアニメ『てんとう虫の歌』が放送開始（ - 1976年9月26日、全104話）。
  - よみうりテレビ・日本テレビ系でテレビアニメ『宇宙戦艦ヤマト』第1シリーズ放送開始（全26回、- 1975年3月）。当時は26話で打ち切りとなったが、その後再放送や映画化などで人気となり、テレビアニメも第3シリーズまで制作された。
- 19日 - 毎日放送・NET系で仮面ライダーシリーズ第4弾『仮面ライダーアマゾン』放送開始。仮面ライダーシリーズでは腸捻転時代では最後の作品となる（ - 1975年3月29日）。

11月
- 11～13日 - NHK総合、海外緊急取材番組『経済危機への挑戦』を3日間に渡って放送。[3]

12月
- 31日
  - TBS系で『第16回日本レコード大賞』放送（19:00〜20:55）。大賞は森進一の「襟裳岬」。
  - NHK総合、『第25回NHK紅白歌合戦』放送（21:00〜23:45）。ザ・ピーナッツ最後の紅白出演となった。
  - NET系では『レコ大』の対抗番組として、美空ひばりのワンマンショー『さよなら'74 にっぽんの歌大全集 美空ひばりオンステージ』を新宿コマ劇場から生中継した[15]。
  - 日本テレビ系で上記の『第25回紅白』の対抗番組として、バラエティ番組『コント55号の紅白歌合戦をぶっ飛ばせ!なんてことするの!?』を放送、1977年まで計3回続く。
- 31日 - 1975年1月1日未明 - 民放各社恒例による服部時計店（後のセイコーホールディングス）一社提供の年越し特番『ゆく年くる年』を放送。この年は東京12チャンネル（後のテレビ東京）が初めて製作を担当[16][注 13]。

## その他テレビに関する話題
1月

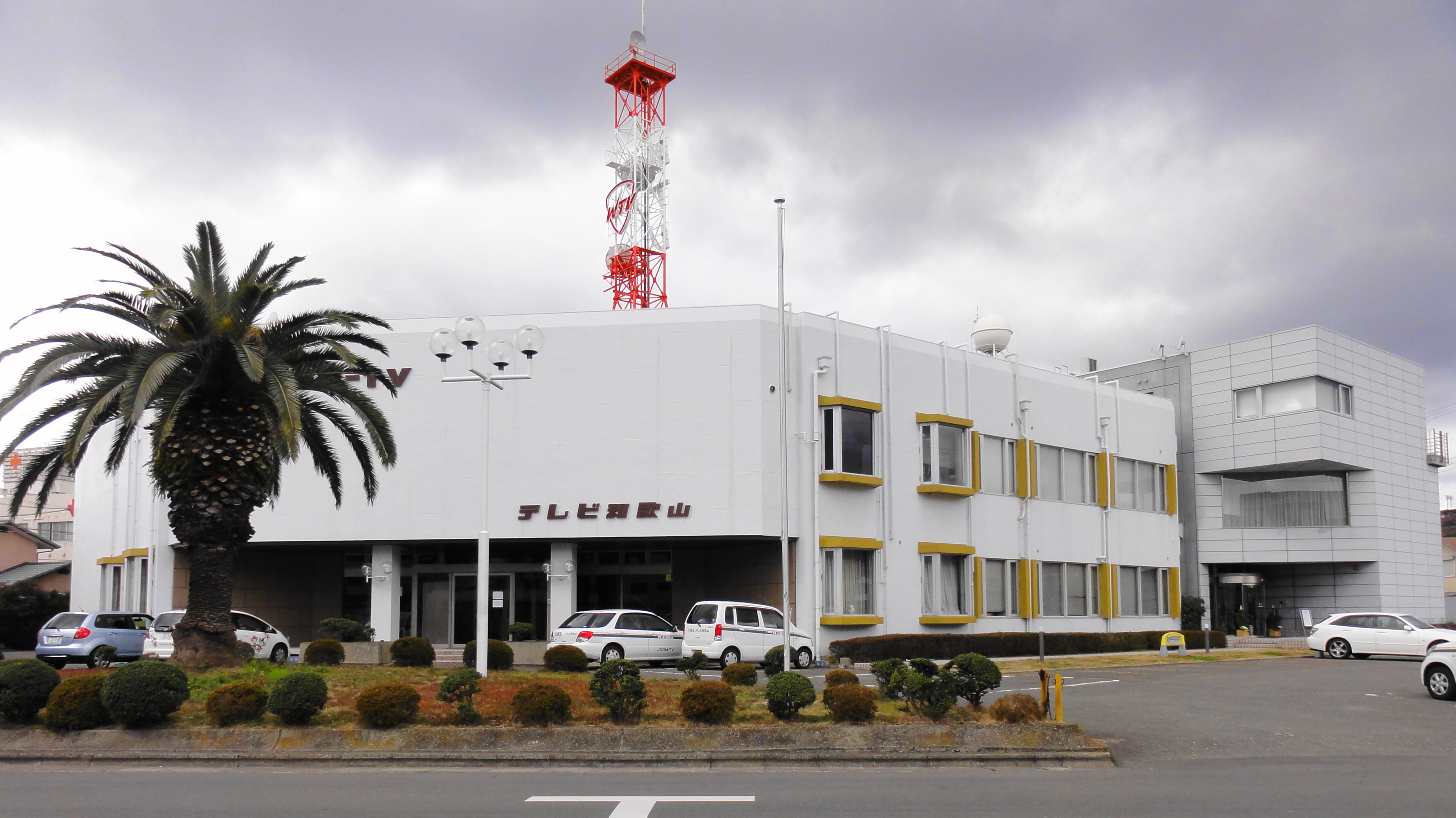
テレビ和歌山（4月1日開局）

- 10日 - NHK教育テレビ、放送開始から15周年を迎えた。
- 16日 - 電気事業法に基づき電力使用制限令が出されたことから、NHKは総合・教育に加えて、当時東阪で行っていたUHF実験局で平日昼間と全日深夜（23時から翌6時まで）の放送休止に踏み切る[17]。民放各社もこれに準じて前後の時期に深夜の終了時間を早めた[18]。

4月
- 前年のオイルショックの影響で、プロ野球のナイター開始時刻が19:00から18:30へ早まった事から、この月より始まるプロ野球ナイター中継の放送枠が、それまでの20:00 - 21:26（→21:25）から19:30 - 20:55と30分繰り上がる[19][注 14]。
- 01日
  - NHK、新年度スタート。
    - 放送局を東京を含む70に削減し、廃止した地域には代わりの通信部・報道室を置いた。
    - 放送時間短縮措置が一部緩和され、夜の終了時刻を総合テレビが23:15、教育テレビが23:30にそれぞれ変更（UHF実験局は23:00のまま）[20]。

  - 日本教育テレビ（NETテレビ、後のテレビ朝日）をキーステーションとするANNが正式発足[21]。
  - テレビ和歌山（WTV、独立局）が開局[21]。この年の民放局開局はこの1局のみ。
  - 民間放送教育協会の中京広域圏の加盟局が、中部日本放送から名古屋テレビ放送に変更する[22]。

9月
- 09日（月曜日） - NHK、平日昼間の放送休止を取りやめ[20]。

10月
- 唯一夜のスポットタイムが4分だった東京12チャンネル（後のテレビ東京）が、この月より5分に拡大、全在京広域局の夜のスポットタイムが5分となる。

11月
- 12日 - NHKテレビで放送休止中に午前0時49分に「新宿で高層ビルが倒れた」・「津波警報が出た」という非常時の想定のニュースを誤って流す。原因は東京タワーの放送機器の誤動作[23]。
- 19日 - 大阪の朝日放送（ABC）（当時、後の朝日放送テレビ）が朝日新聞社の方針により東京キー局をTBSからNETに、毎日放送（MBS）もキー局をNETからTBSにそれぞれ1975年3月31日付でネットチェンジすることを4社間で基本合意した。

12月
- 1日 - テレビ西日本（TNC、フジテレビ系列）の本社・演奏所が郵政省（当時）の方針で1958年の開局以来本社を置いていた北九州市八幡東区から福岡市南区高宮の福岡放送会館に移転[注 15][注 16]。これに伴い親局のコールサインも北九州局の「JOHX-TV[注 17]」から福岡局の「JOJY-TV」に変更される。

## 開局
- 4月1日 - テレビ和歌山

## 周年

### 番組
放送開始20周年
- NNNきょうの出来事（日本テレビ）

放送開始15周年
- おかあさんといっしょ（NHK）
- スター千一夜（フジテレビ）

放送開始10周年
- 新春スターかくし芸大会（フジテレビ）
- モーニングショー（NETテレビ）
- ミュージックフェア（フジテレビ）

放送開始5周年
- クイズタイムショック（NETテレビ）
- 唄子・啓助のおもろい夫婦（フジテレビ）
- 8時だョ!全員集合（TBS）
- サザエさん（フジテレビ）
- NTV紅白歌のベストテン（日本テレビ）
- 水戸黄門（TBS）
- 月曜ロードショー（TBS）
- ヤングおー!おー!（毎日放送）

### 放送局・放送開始
1月1日
放送開始15周年 - 長崎放送テレビジョン
1月10日
放送開始15周年 - NHK東京教育テレビジョン (JOAB-TV)
2月1日
開局15周年 - 日本教育テレビ
3月1日
- 開局15周年 - フジテレビジョン
- 放送開始15周年 - 毎日放送テレビジョン、九州朝日放送テレビジョン

3月3日
開局15周年 - 日本海テレビジョン放送
4月1日
- 放送開始15周年 - 札幌テレビ放送、東北放送テレビジョン、北日本放送テレビジョン、NHK大阪教育テレビジョン、中国放送テレビジョン、四国放送テレビジョン、高知放送テレビジョン、熊本放送テレビジョン、南日本放送テレビジョン
- 開局5周年 - 富山テレビ放送、石川テレビ放送、長野放送、中京テレビ放送、岡山放送、瀬戸内海放送、福岡放送、サガテレビ、テレビ長崎、テレビ熊本、鹿児島テレビ放送
- 放送開始5周年 - 近畿放送テレビジョン

4月12日
開局10周年 - 東京12チャンネル
5月1日
開局5周年 - サンテレビジョン
9月1日
放送開始15周年 - 岩手放送テレビジョン
10月1日
- 放送開始15周年 - 青森放送テレビジョン、山口放送テレビジョン、大分放送テレビジョン
- 開局5周年 - 秋田テレビ、福井テレビジョン放送

11月1日
開局15周年 - 沖縄テレビ放送
12月1日
開局5周年 - 青森テレビ、テレビ岩手、三重テレビ放送
12月10日
開局5周年 - テレビ愛媛
12月15日
放送開始15周年 - 山陰放送テレビジョン
12月20日
放送開始15周年 - 山梨放送テレビジョン

## 記念回
- 夜のヒットスタジオ（フジテレビ）300回 - 8月5日
- クイズタイムショック（NETテレビ）300回
- 太陽にほえろ!（日本テレビ）100回

## 視聴率
（関東地区、ビデオリサーチ調べ）

### ニュース・報道
1. - 即日開票を終って（NHK総合、7月8日）- 47.0%
  - スタジオ102（NHK総合、7月8日）- 47.0%
2. ニュース（NHK総合、12月31日 20:55-21:00）- 46.6%
3. ニュース（NHK総合、9月2日 7:00-7:20）- 46.1%
4. 小野田さん帰国（NHK総合、3月12日 16:15-17:21）- 45.4%
5. ゆく年くる年（NHK総合、12月31日）- 45.4%
6. ニュース（NHK総合、7月8日 8:30-8:35）- 44.3%
7. 首都圏交通スト情報（NHK総合、11月19日 8:01-8:11）- 44.0%
8. カメラリポート（NHK総合、3月11日）- 43.5%
9. 首都圏交通スト情報（NHK総合、4月10日 7:15-7:35）- 42.3%
10. 日航機ハイジャック事件関連（NHK総合、3月12日 17:21-17:28）- 42.0%

### スポーツ
1. 火曜ワイドスペシャル 世界J・ミドル級タイトルマッチ「輪島功一×ミゲル・デ・オリベイラ」（フジテレビ、2月5日）- 47.5%
2. ダイヤモンドグローブ プロボクシング世界J・ミドル級タイトルマッチ「輪島功一×ショットガン・アルバラード」（フジテレビ、6月4日）- 43.4%

### バラエティ・歌番組
1. 第25回NHK紅白歌合戦（NHK総合、12月31日）- 74.8%
2. '74新春スターかくし芸大会（フジテレビ、1月1日）- 46.9%
3. 1974年度輝く!日本レコード大賞（TBS、12月31日）- 45.7%
4. '74輝け!日本歌謡大賞（NETテレビ、11月26日）- 45.3%
5. 8時だョ!全員集合（TBS、1月12日）- 44.7%

### ドラマ
1. 連続テレビ小説 鳩子の海（NHK総合、11月30日）- 52.8%
2. 連続テレビ小説 北の家族（NHK総合、3月1日）- 51.8%
3. ありがとう・最終回（TBS、4月25日）- 40.7%
4. 時間ですよ（TBS、10月16日）- 32.4%
5. 太陽にほえろ!（日本テレビ、8月30日）- 32.1%

## テレビ番組

### テレビドラマ

#### NHK
- 大河ドラマ - 勝海舟（主演：渡哲也→松方弘樹）[注 18]
- 連続テレビ小説 - 鳩子の海（主演：藤田美保子、斎藤こず恵、夏八木勲）
- ふりむくな鶴吉（出演：沖雅也、伊吹吾郎、竹下景子 他）

#### 日本テレビ
- 月曜スター劇場
  - おしろい花（出演：森光子、芦田伸介、松原智恵子、左とん平、清水章吾、沢村貞子 他）
  - つくし誰の子 第4シリーズ（出演：池内淳子、杉村春子、音無美紀子、中村雅俊 他） - シリーズ最終作。
- 火曜9時枠
  - 花の生涯（主演：平幹二朗）
  - 鞍馬天狗（主演：竹脇無我）
- 火曜劇場
  - 雪舞い（原作：渡辺淳一／出演：佐久間良子、高橋昌也 他）
  - 春のもつれ（出演：八千草薫、二谷英明 他）
  - 愛の山河（出演：大原麗子、若林豪 他）
  - 献身（出演：山本陽子、近藤正臣 他）
- 木曜9時枠（よみうりテレビ制作）
  - おきばりやす（出演：団令子、高橋悦史、安藤孝子 他。同作まで21:30 - 22:25の放送）
  - 花はあしたに（出演：岡田茉莉子、長門裕之、有島一郎、志垣太郎、島田陽子、細川俊之 他。同作より21:00 - 21:55に繰り上がる）
  - 氷紋（原作：渡辺淳一／出演：岩下志麻、津川雅彦、北大路欣也、山村聡、佐藤友美 他）
- 金曜劇場
  - あやとり（出演：池内淳子、火野正平、長門裕之、小鹿ミキ、宇野重吉 他）
  - 花は花よめ 第3シリーズ（出演：真野響子、児玉清、斎藤こず恵 他） - シリーズ最終作。
- 土曜グランド劇場
  - 求婚旅行（出演：新珠三千代、杉村春子、高橋洋子 他）
  - となりのとなり（出演：小林桂樹、大原麗子、桜田淳子、前田吟 他）
- 土曜10時枠
  - 白い牙（出演：藤岡弘、鳥居恵子 他）
  - 傷だらけの天使（主演：萩原健一、水谷豊）
- 日曜8時枠
  - われら青春!（主演：中村雅俊）
  - 水もれ甲介（出演：石立鉄男、原田大二郎、村地弘美、赤木春恵、森繁久彌 他）
- 日曜9時枠時代劇
  - 子連れ狼 第2シリーズ（主演：萬屋錦之介）
  - おんな浮世絵・紅之介参る!（主演：小川真由美）
- おからの華（よみうりテレビ制作。原作・脚本：花登筺／出演：中村玉緒、藤岡琢也、本郷功次郎、沖雅也 他）
- 丹下左膳（よみうりテレビ制作。原作：林不忘／監督・演出：市川崑／主演：高橋幸治）

#### TBS系
- ポーラテレビ小説
  - やっちゃば育ち（主演：中田喜子）
  - わたしは燁（主演：萩尾みどり。同作より月 - 金の放送に変更）
- ナショナル劇場
  - 水戸黄門・第5部（出演：東野英治郎、里見浩太朗、横内正、中谷一郎、高橋元太郎 他）
  - 大岡越前・第4部（出演：加藤剛、竹脇無我 他）
- 火曜9時枠
  - おんな家族（出演：淡島千景、山岡久乃、北林谷栄、沢田雅美、由紀さおり 他）
  - 家族あわせ（出演：山岡久乃、杉村春子、千秋実 他）
- 水曜8時枠刑事ドラマ
  - 事件狩り（出演：石立鉄男、石橋正次、鈴木ヒロミツ、中条静夫 他）
  - 夜明けの刑事（出演：坂上二郎、鈴木ヒロミツ、石橋正次、藤木敬士、石立鉄男 他）
- 水曜劇場
  - 寺内貫太郎一家（脚本：向田邦子／出演：小林亜星、西城秀樹、浅田美代子、悠木千帆（後の樹木希林）、加藤治子 他）
  - 時間ですよ 昭和元年（出演：森光子、千昌夫、悠木千帆、荒井注、細川俊之 他）
- 木曜8時枠
  - ありがとう (テレビドラマ)#ありがとう 第4シリーズ（出演：京塚昌子、佐良直美、山岡久乃、大和田伸也、石坂浩二、岡本信人、沢田雅美、研ナオコ 他） - シリーズ最終作。
- 木曜9時枠（朝日放送制作）
  - おしどり右京捕物車（出演：中村敦夫、ジュディ・オング、前田吟 他）
  - 斬り抜ける（第15話から『斬り抜ける・俊平ひとり旅』に改題。出演：近藤正臣、和泉雅子、志垣太郎、火野正平 他。朝日放送制作の最終作）
- 金曜8時枠
  - お姉ちゃん（1973年12月7日 - 1974年3月29日）
  - 青葉繁れる（原作：井上ひさし／出演：森田健作、沖雅也、野村真樹（後の野村将希）、三ツ木清隆、赤塚真人）
  - ヨイショ（主演：渥美清）
  - あたしのものよ（出演：水前寺清子、船越英二 他）
- 金曜9時枠
  - 白い滑走路（主演：田宮二郎）
  - 赤い迷路（赤いシリーズ第1作。出演：宇津井健、山口百恵、松田優作 他）
- 土曜9時枠
  - バーディー大作戦（出演：丹波哲郎、谷隼人、沖雅也、和田アキ子、藤木悠 他）
- 土曜10時枠（朝日放送制作）
  - 暗闇仕留人（必殺シリーズ第4作。出演：石坂浩二、近藤洋介、藤田まこと 他）
- 日曜10時台前半枠（中部日本放送制作）
  - 度胸時代（出演：山口崇、田村正和、新藤恵美 他）
  - ふたりぼっち（主演：高峰三枝子、山田五十鈴）

#### フジテレビ系
- 水曜ホーム劇場
  - みちくさ（出演：あおい輝彦、水谷豊 他）
  - かあさんの明日
  - お嫁さん
  - 春ひらく
- 土曜劇場
  - かたぐるま（出演：近藤正臣、香山美子、三代目中村翫右衛門、岸部シロー（後の岸部四郎） 他）
  - いわぬが花（出演：岩下志麻、二谷英明、あおい輝彦 他）
  - アドベンチャーコメディ 夏の家族（出演：浅丘ルリ子、宮城まり子、荒木道子、児玉清 他。同作まで21:30 - 22:25の放送）
  - 6羽のかもめ（出演：淡島千景、高橋英樹、加東大介、長門裕之、山﨑努。同作のみ22:00 - 22:55の放送）
- 土曜21時
  - 女の気持（主演：若尾文子。『土曜劇場』繰下げに伴い、これとは別に設置）
- 白雪劇場（日曜21時枠。関西テレビ制作）
  - 北斗の人（主演：伊吹吾郎）
  - 池田大助捕物日記（主演：5代目中村勘九郎（後の十八代目勘三郎））
- 座頭市物語（主演：勝新太郎）
- ほうねんまんさく（主演：水前寺清子）
- 東海道姉ちゃん仁義（主演：水前寺清子）
- 青い山脈（出演：坂口良子、志垣太郎 他）

#### NET系
- 火曜9時枠時代劇
  - 荒野の素浪人 第2シリーズ（出演：三船敏郎、大出俊、坂上二郎 他）
  - 破れ傘刀舟悪人狩り（主演：萬屋錦之介）
- 右門捕物帖（出演：杉良太郎、田辺靖雄、藤田まこと 他）
- 木曜10時枠
  - ザ・ボディガード（主演：千葉真一）
  - 非情のライセンス 第2シリーズ（出演：天知茂、山村聡、渡辺文雄 他）
- 金曜9時枠（ここまで毎日放送制作）
  - 幡随院長兵衛お待ちなせえ（出演：平幹二朗、大原麗子 他）
  - もってのほか→もってのほか 姉妹菊の章（原作・脚本：花登筺／出演：星由里子、藤岡琢也、山口崇 他）
- 土曜8時枠
  - めしはまだか!（原作：谷崎潤一郎／主演：十七代目中村勘三郎） - 1年9ヶ月ぶりの1時間ドラマ。
  - 天まであがれ（主演：黒沢年男） - 1時間現代劇ドラマはここで中断。
- 華麗なる一族（毎日放送制作。出演：山村聡、久我美子、加山雄三、林隆三、島田陽子、小川真由美 他）

#### 東京12チャンネル
- 高校教師（主演：加山雄三）

### 子供向けドラマ

#### TBS系
- ブラザー劇場
  - 若い!先生（主演：篠田三郎）
  - 刑事くん 第3シリーズ（主演：桜木健一）
- ニセモノご両親（主演：岡崎友紀。「岡崎友紀ライトコメディシリーズ」最終作）
- 家なき子（主演：坂口良子）
- ケンにいちゃん（主演：宮脇康之、岡浩也）

#### フジテレビ系
- おらあガン太だ（出演：簾内滋之、玉川良一 他）
- ボクは恋人（主演：北公次）

#### NET系
- おじさま!愛です（出演：浅野真弓）

#### 東京12チャンネル
- 闘え!ドラゴン（主演：倉田保昭）
- 純愛山河 愛と誠（出演：夏夕介、池上季実子 他）

### テレビアニメ
日本テレビ
- 柔道讃歌
- たまげ太くん - 『おはよう!こどもショー』内で放送
- 宇宙戦艦ヤマト（よみうりテレビ制作）

TBS
- チャージマン研!
- 星の子チョビン
- はじめ人間ギャートルズ（朝日放送制作、半年後にNETに移行）

フジテレビ
- アルプスの少女ハイジ
- 小さなバイキングビッケ
- ゲッターロボ
- グレートマジンガー
- ウリクペン救助隊
- てんとう虫の歌

NET
- 魔女っ子メグちゃん
- 昆虫物語 新みなしごハッチ（毎日放送制作）
- ジムボタン（毎日放送制作）
- 破裏拳ポリマー
- カリメロ

東京12チャンネル
- ダメおやじ
- スパイダーマン（東京12チャンネル） - 海外作品。

その他
- 星の子ポロン（北海道文化放送）

### 特撮番組
日本テレビ
- オズの魔法使い→立体テレビ オズの魔法使い（主演：シェリー）[注 19]
- スーパーロボット マッハバロン
  - 出演：下塚誠、団次郎、加藤寿、深江章喜、伊海田弘 他
- 行け!牛若小太郎 - 『おはよう!こどもショー』内で放送

TBS
- ウルトラマンレオ - 『第2期ウルトラシリーズ』最終作。
  - 出演：真夏竜、森次晃嗣、藤木悠 他
- SFドラマ 猿の軍団
  - 出演：潮哲也 他
- 日本沈没
  - 出演：村野武範、由美かおる、小林桂樹 他

フジテレビ
- 電人ザボーガー
  - 出演：山口暁、根上淳、神谷政浩、きくち英一、岡部健 他

NET
- 仮面ライダーX（毎日放送）
  - 出演：速水亮、小林昭二、打田康比古 他
- 電撃!! ストラダ5
  - 出演：宍戸錠、岡崎徹、地井武男、小野進也、飯塚昭三 他
- イナズマンF
  - 出演：伴直弥、安藤三男、上野山功一 他
- がんばれ!!ロボコン
  - 出演：大野しげひさ、加藤みどり、住吉道博、上田みゆき、島田歌穂、山本圭子、野田圭一 他
- 仮面ライダーアマゾン（毎日放送）
  - 出演：岡崎徹、小林昭二、松田洋治、沢りつお、中田博久 他

### 報道・情報番組
- ニュースセンター9時（NHK総合）
- 奥さまあなたの11時（NETテレビ）[11]
- TOKYO午後3時（NETテレビ）[11]
- 土曜ショー（NETテレビ）※第2期
- でんわ相談10時半（東京12チャンネル）[11]
- スタジオ9（東京12チャンネル）[11]
- TBCニュースワイド(東北放送)[11]
- CBCニュースワイド(中部日本放送)[11]
- MRTニュースワイド(宮崎放送)[11]

### バラエティ番組
- お国自慢にしひがし（NHK総合）
- 喜びも悲しみも（フジテレビ）
- おしゃれ（日本テレビ）
- 三波伸介の家族そろって三つの歌（日本テレビ）
- スターむりむりショー（日本テレビ）
- ブチャバカ大爆笑!!（読売テレビ）
- 挑戦!!（日本テレビ）
- 時間だヨ!アイドル登場（日本テレビ）
- 新・底ぬけ脱線ゲーム（日本テレビ）
- マチャアキのガンバレ9時まで!!（日本テレビ）
- 親子集まれ!土曜12時（TBS）
- 真理ちゃんシリーズ（TBS）
  - アタック!真理ちゃん
  - はばたけ!真理ちゃん※シリーズ最終作。
- 進め!フィンガー5（TBS）
- 学校そば屋テレビ局（TBS）
- オールスター90分（フジテレビ）
- お茶の間寄席（第2期）（フジテレビ）
- Oh!カップルスター（NETテレビ）
- スタジオ23（NETテレビ）
- GO!GO!ジャボン（東京12チャンネル）
- 男のスタジオ（東京12チャンネル）

### クイズ番組
- 東リクイズ・イエス・ノー（毎日放送）
- 霊感ヤマカン第六感（朝日放送）
- クイズ・チェック!NOW（NETテレビ）
- ジャンボクイズ100対100（フジテレビ）

### 音楽番組
- レッツゴーヤング（NHK総合）
- NOWヒットパレード（日本テレビ）
- サウンド・イン"S"（TBS）
- 歌謡最前線（TBS）
- せんみつ・湯原ドット30（TBS）
- 決定版あなたをスターに!（NET）
- ヤングヒット歌謡曲（NET）
- 歌うトップスター（毎日放送） - つなぎ番組。
- ちびっこアベック歌合戦（毎日放送）
- 第1回広島平和音楽祭（広島テレビ）
- 第1回FNS歌謡祭（フジテレビ）

### トーク番組
- トークロータリー おとなの学校（毎日放送）

### 教養・ドキュメンタリー番組
- 未来への遺産（NHK総合）[6]
- 若者たちはいま（NHK総合）
- ワンツー・どん（NHK教育）
- うたって・ゴー（NHK教育）
- ふえはうたう（NHK教育）
- カリキュラマシーン（日本テレビ）[11]
- 冒険者たち（日本テレビ）
- 動物家族（フジテレビ）

### 料理番組
- 土井勝の紀文おかずのクッキング（NET→テレビ朝日）[注 20]

### スポーツ番組
- 国際プロレスアワー（東京12チャンネル）

### 単発特別番組枠
- （キリン）日曜スペシャル（日本テレビ）
- 日曜ワイドスペシャル（TBS）
- 木曜大特集（フジテレビ）
- 【正式枠名無し】→日曜スペシャル（フジテレビ）
- ビッグワイド60分（NETテレビ）

### 特別番組
- 1月1日
  - '74新春スターかくし芸大会（フジテレビ）
- 1月8日 - オールスターびっくり新年会（フジテレビ）
- 3月18日 - ちびっこものまね紅白歌合戦（NETテレビ） - 第1回。12月30日には第2回にして初の2時間として放送。
- 7月4日 - '74FNS歌謡祭（フジテレビ）
- 11月26日 - '74輝け!日本歌謡大賞（NETテレビ）
- 12月31日
  - 第25回NHK紅白歌合戦（NHK総合）
  - コント55号の紅白歌合戦をぶっ飛ばせ!なんてことするの!?（日本テレビ）
  - 1974年度輝く!日本レコード大賞（TBS）
  - さよなら'74 にっぽんの歌大全集 美空ひばりオンステージ（NETテレビ）[15]
- 12月31日 - 1975年1月1日未明
  - ゆく年くる年（NHK総合）
  - ゆく年くる年（東京12チャンネル / 民間放送87社）

### 既存番組のカラー化
全てNHK教育テレビで、全て4月からカラー化
- 理科教室中学2年生 - 4月から、1年間の内半分の回数をカラー化[24][25]
- 理科教室中学3年生[24]
- 世界と日本[24]
- 高校生の科学～化学[24]
- 現代の世界[24]
- NHK通信高校講座～化学Ⅰ[24]
- NHK市民大学講座Ⅲ～現代の科学[24]